# St. Kastor (Rengsdorf)

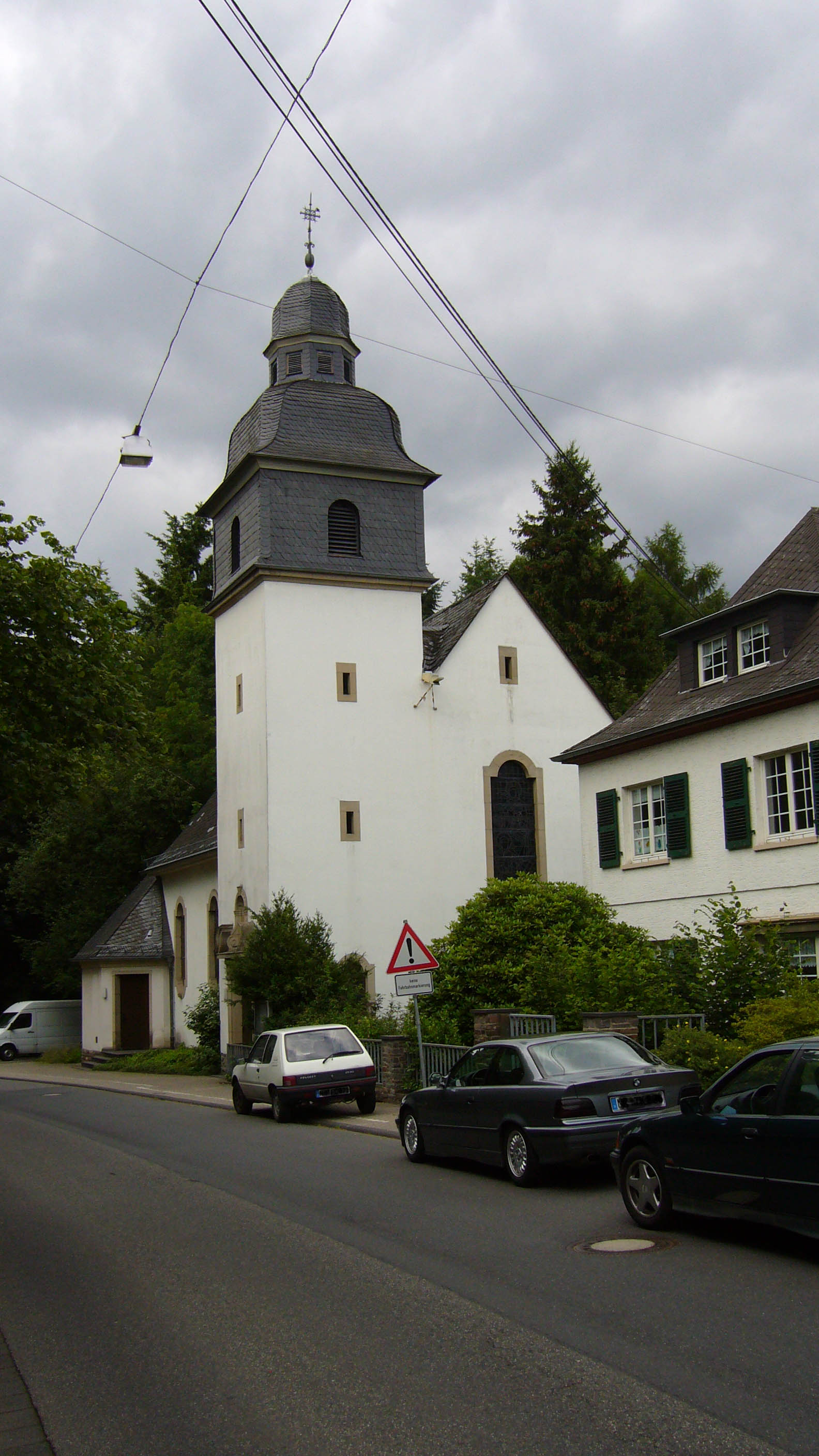
Katholische Kirche St. Kastor

Die römisch-katholische Kirche St. Kastor in Rengsdorf (Rheinland-Pfalz, Deutschland), wurde 1924 errichtet und erhielt 1974 durch einen umfassenden Umbau ihr heutiges Aussehen. Als Filialkirche ist sie der Pfarrkirche „Hl. Schutzengel“ in Kurtscheid angegliedert und gehört mit dieser zu der römisch-katholischen „Pfarreiengemeinschaft Kurtscheid, Niederbreitbach und Waldbreitbach“.

## Geschichte
Der 29. August 857 ist das Datum der ersten Erwähnung einer Kirche in Rengsdorf (und damit auch des Ortes Rengsdorf), und zwar in einer Urkunde des Trierer Bischofs Tietgaut, in dem der Zehntbezirk der Pfarrei beschrieben wird. Die Kirche war eine Eigenkirche im Bezirk des Koblenzer Kastorstiftes mit eigenem Zehntbezirk für den Unterhalt von Kirche und Priester, d. h. die Erträge aus dem Zehnten waren an das St.-Kastor-Stift in Koblenz abzuführen ("ad altarem St. Castoris"). St. Castor wirkte im 4. Jahrhundert in Karden an der Mosel als Missionar. Die Kirche ist die einzige vor dem Jahr 1000 beurkundete Kirche im Westerwald. Die Kirche von 857 stand am Platz der jetzigen evangelischen Kirche zu Rengsdorf. Zuerst handelte es sich wohl um eine Holzkirche. Im 12. Jahrhundert wurde eine Kirche aus Stein errichtet, von der noch der Turm aus Bruchsteinen erhalten ist. Die Kirche war Johannes dem Täufer geweiht ("Johann Baptist", bezeugt 1347). 1905, bei der Errichtung eines neuen Kirchenschiffs im neugotischen Stil, wurde der alte Kirchturm überputzt und mit einer neuen Spitze versehen.
Graf Johann IV. zu Wied führte 1560 in seinem Herrschaftsbereich die Reformation ein. 1563 bekam die Gemeinde Rengsdorf ihren ersten evangelischen Pfarrer, Johannes Heyen von Cobern. 1564 tagte eine Synode der Gemeinden des Wiedischen Landes in Honnefeld und fasste Beschlüsse zur Durchführung der Reformation. Bei der Synode zu Dierdorf 1587 vereinbarten die Delegierten der Gemeinden die Einführung des Heidelberger Katechismus (reformiertes Bekenntnis) im Wiedischen Land. Seit der Reformationszeit ist also die Kirche am alten Standort mit der dazugehörigen Gemeinde evangelisch.
Bis zum Aufschwung des Fremdenverkehrs um 1890 war der Anteil der Katholiken in der Gemeinde Rengsdorf gering. Mit den aus dem katholischen Rheinland kommenden Gästen ergab sich die Notwendigkeit eines katholischen Sonntagsgottesdienstes, was den Beschluss zum Bau einer römisch-katholischen Kirche zur Folge hatte.
Durch den Ersten Weltkrieg verzögerte sich der Baubeginn. Am 15. Juni 1924 beschloss der Kirchenvorstand den Bau der neuen Kirche in Rengsdorf. Der erste Spatenstich erfolgte am 1. September 1924 und die Einweihung der Kirche am 14. Juni 1925. Die neue römisch-katholische Kirche in Rengsdorf wurde dem Apostel der Moselfranken, St. Castor, geweiht.
1928 wurde der einfache Notaltar durch einen gestifteten neuen Hochaltar ersetzt.
1942 wurde die einzige Glocke eingeschmolzen. Im weiteren Verlauf des Zweiten Weltkriegs erlitt die Kirche bei einem Bombenangriff schwere Schäden.
Nach dem Krieg wurden die Schäden dank zahlreicher Spenden und Stiftungen bald behoben.

## Innenausstattung
1974 erfolgte der Umbau der Kirche zur heutigen Gestalt. Die Reformen des Zweiten Vatikanischen Konzils (Volksaltar) machten eine Erweiterung des Altarraumes erforderlich. Die alte Küsterwohnung und der Schulraum wurden abgerissen.
- Der neue Altar zeigt auf der Stirnseite den Hl. Kastor, der in einer Hand die Kastorkirche zu Koblenz trägt, ein Hinweis auf die ursprüngliche Gründung der katholischen Gemeinde in Rengsdorf, während die andere Hand auf Hostie und Weinstock, die Symbole für die Eucharistie, deutet.
- Im Altarraum befindet sich auf der rechten Seite das alte Altarbild „Herz Jesu“, das nach langen Jahren auf dem Dachboden der Kirche 2003 restauriert und wieder in der Kirche aufgestellt wurde.
- Die beiden Statuen links und rechts von dem Altar stellen die „Mutter Gottes“ und den Hl. Josef dar.
- Die Mayer-Orgel wurde 1983 angeschafft.
- Auf der rechten Seitenfront des Kirchenschiffs befindet sich ein Relief, das ein Segelschiff zeigt, darüber die Hand Gottes als Hinweis auf die Legende der Schiffsrettung durch die Fürsprache des Hl. Kastor.
- Auf der linken Seitenfront sind drei Männer zu sehen, vielleicht sollen es die Gefährten des Hl. Kastors sein: Potentinus, Felicius und Simplicius, die alle aus Aquitanien stammten.
- Der Tabernakel ist gestaltet in Bezug auf die Bibelstelle der „Offenbarung des Johannes“. Auf der Vorderfront sieht man die sieben Engel der sieben Gemeinden und links eine Hand mit sieben Sternen und rechts sieben Leuchter. Auf der Rückfront befindet sich der „Baum des Lebens“. Der Tabernakel wird umschlossen von einer Holzfigur, die den „brennenden Dornbusch“ darstellt.
- Auf der Straßenseite der Kirche sieht man ein Fenster, das die Priesterweihe des Hl. Kastor durch Bischof Maximin zeigt. Dieses Fenster stiftete Erzbischof Franz Rudolf Bornewasser, Bischof von Trier 1922 bis 1951. Ein zweites Fenster soll die Überführung der Gebeine des Hl. Kastors nach Koblenz gezeigt haben, es wurde aber im Zweiten Weltkrieg zerstört.

Weitere Seitenfenster zeigen:
- den Hl. Bernhard von Clairvaux, zu erkennen an dem Bienenkorb, der seine überzeugende und „wie honigfließende“ Beredsamkeit symbolisiert;
- den Hl. Theodorus mit einer Darstellung des Kölner Doms;
- einen Kelch als Zeichen der Eucharistie;
- eine Taube als Symbol für den Heiligen Geist;
- eine Öllampe, das Wort „Oremus“ (lasset uns beten) und „Die klugen Jungfrauen mit ihren Lampen“;
- die Hl. Barbara und den Hl. Richard an der Rückwand des Kirchenschiffs, gestiftet durch Richard Winkler, langjähriger Seniorchef des Unternehmens Winkler & Dünnebier;
- die Heilige Familie bei der Orgel.

## Klosterweg
An der St. Kastor-Kirche beginnt der im Mai 2009 eröffnete „Klosterweg“, der von Rengsdorf aus den Wanderweg Rheinsteig mit dem Westerwald-Steig in Waldbreitbach verbindet. Der Klosterweg führt von dem Kirchenparkplatz in der Friedrich-Ebert-Straße aus in Richtung Hardert, über Ehlscheid und Kurtscheid in das Wiedtal zum Kloster St. Marienhaus. Von dort geht es weiter bis zur Pfarrkirche in Waldbreitbach und zur Anbindung an den Westerwald-Steig. Mit 17 Kilometern Länge ist der Weg als Tagesetappe angelegt.